# Golful Aden

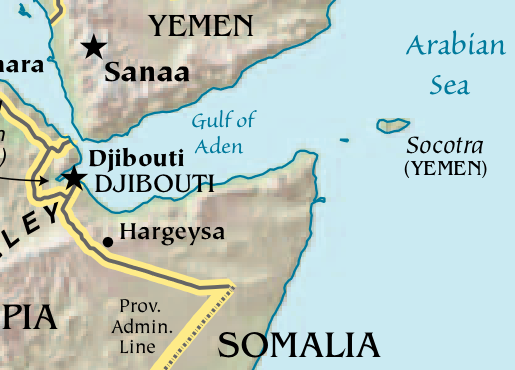
Golful Aden

Golful Aden se găsește în Oceanul Indian, între Yemen pe coasta de sud a Peninsulei Arabia și Somalia (în estul Africii). Spre nord-est este conectat cu Marea Roșie prin Strâmtoarea Bab el Mandeb.

## Descriere
Lungimea sa este de 1000 km, iar lățimea variază între 150 și 440 km. Golful Aden este o rută foarte importantă pentru transportarea petrolului din Golful Persic, ceea ce îi dă o importanță mare la nivel mondial. În plus se găsesc o cantitate mare de pești și corali, deoarece apele lui încă nu au fost contaminate foarte mult. Porturile cele mai importante sunt Aden în Yemen și Berbera în Somalia.
Chiar și așa este încă un drum periculos, țările care-l înconjoară au o situație politică instabilă. Au existat cazuri de piraterie și atacuri teroriste unul dintre ele fiind contra USS Cole.